# Scottish Premiership (2016/2017)
Scottish Premiership 2016/2017 – był czwartym sezonem Scottish Premiership, a 121. edycją najwyższej klasy rozgrywkowej piłki nożnej w Szkocji.
Brało w nim udział 12 drużyn, które w okresie od 6 sierpnia 2016 do 21 maja 2017 rozegrały 38 kolejek meczów.
Tytuł mistrzowski obroniła drużyna Celticu zdobywając szósty tytuł z rzędu, a czterdziesty ósmy w swojej historii.

## Drużyny
| Uczestnicy poprzedniej edycji                                                                                 | Uczestnicy poprzedniej edycji | Uczestnicy poprzedniej edycji | Uczestnicy poprzedniej edycji |
| --- | ----------------------------- | ----------------------------- | ----------------------------- |
| CEL | Celtic                        | 1                             |                               |
| ABR | Aberdeen                      | 2                             |                               |
| HRT | Heart of Midlothian           | 3                             |                               |
| STJ | St. Johnstone                 | 4                             |                               |
| MTH | Motherwell                    | 5                             |                               |
| RCO | Ross County                   | 6                             |                               |
| ICT | Inverness Caledonian Thistle  | 7                             |                               |
| DNE | Dundee                        | 8                             |                               |
| PAR | Partick Thistle               | 9                             |                               |
| HAM | Hamilton Academical           | 10                            |                               |
| po barażach                                                                                                   |                               |                               |                               |
| KIL | Kilmarnock                    | 11                            |                               |
| Awans z Scottish Championship                                                                                 |                               |                               |                               |
| RAN | Rangers                       | 1                             |                               |
| Oznaczenia: - kolumna pierwsza – skróty nazw drużyn, - kolumna trzecia – miejsce zajęte w poprzednim sezonie. |                               |                               |                               |

## Runda zasadnicza

### Tabela
| Lp. | Drużyna                      | M  | Z  | R  | P  | B+ | B– | +/– | Pkt | Kwalifikacja      |
| --- | ---------------------------- | -- | -- | -- | -- | -- | -- | --- | --- | ----------------- |
| 1   | Celtic                       | 33 | 29 | 4  | 0  | 87 | 22 | +65 | 91  | grupa mistrzowska |
| 2   | Aberdeen                     | 33 | 21 | 4  | 8  | 63 | 28 | +35 | 67  | grupa mistrzowska |
| 3   | Rangers                      | 33 | 16 | 10 | 7  | 48 | 34 | +14 | 58  | grupa mistrzowska |
| 4   | St Johnstone                 | 33 | 14 | 7  | 12 | 44 | 40 | +4  | 49  | grupa mistrzowska |
| 5   | Heart of Midlothian          | 33 | 12 | 9  | 12 | 51 | 43 | +8  | 45  | grupa mistrzowska |
| 6   | Partick Thistle              | 33 | 10 | 11 | 12 | 35 | 38 | −3  | 41  | grupa mistrzowska |
| 7   | Kilmarnock                   | 33 | 7  | 14 | 12 | 30 | 49 | −19 | 35  | grupa spadkowa    |
| 8   | Ross County                  | 33 | 7  | 12 | 14 | 37 | 54 | −17 | 33  | grupa spadkowa    |
| 9   | Hamilton Academical          | 33 | 6  | 14 | 13 | 30 | 48 | −18 | 32  | grupa spadkowa    |
| 10  | Motherwell                   | 33 | 8  | 8  | 17 | 38 | 61 | −23 | 32  | grupa spadkowa    |
| 11  | Dundee                       | 33 | 8  | 6  | 19 | 33 | 53 | −20 | 30  | grupa spadkowa    |
| 12  | Inverness Caledonian Thistle | 33 | 4  | 13 | 16 | 36 | 62 | −26 | 25  | grupa spadkowa    |

### Wyniki
| Gospodarz \ Gość             | ABE | CEL | DND | HAM | HOM | INV | KIL | MOT | PAR | RAN | ROS | STJ | ABE | CEL | DND | HAM | HOM | INV | KIL | MOT | PAR | RAN | ROS | STJ |
| ---------------------------- | --- | --- | --- | --- | --- | --- | --- | --- | --- | --- | --- | --- | --- | --- | --- | --- | --- | --- | --- | --- | --- | --- | --- | --- |
| Aberdeen                     |     | 0–1 | 3–0 | 2–1 | 0–0 | 1–1 | 5–1 | 7–2 | 2–1 | 2–1 | 4–0 | 0–0 |     |     |     |     | 2–0 | 1–0 |     | 1–0 | 2–0 | 0–3 | 1–0 |     |
| Celtic                       | 4–1 |     | 2–1 | 1–0 | 4–0 | 3–0 | 6–1 | 2–0 | 1–0 | 5–1 | 2–0 | 1–0 | 1–0 |     |     | 2–0 |     |     | 3–1 | 2–0 | 1–1 | 1–1 |     |     |
| Dundee                       | 1–3 | 0–1 |     | 1–1 | 3–2 | 2–1 | 1–1 | 2–0 | 0–2 | 1–2 | 0–0 | 3–0 | 0–7 | 1–2 |     | 0–2 |     |     | 1–1 |     | 0–1 | 2–1 |     |     |
| Hamilton Academical          | 1–0 | 0–3 | 0–1 |     | 3–3 | 1–1 | 1–2 | 1–1 | 1–1 | 1–2 | 1–0 | 1–1 | 1–0 |     |     |     |     | 3–0 | 1–1 |     |     |     | 1–1 | 1–0 |
| Heart of Midlothian          | 0–1 | 1–2 | 2–0 | 3–1 |     | 5–1 | 4–0 | 3–0 | 1–1 | 2–0 | 0–0 | 2–2 |     | 0–5 | 1–0 | 4–0 |     | 1–1 |     |     |     | 4–1 | 0–1 |     |
| Inverness Caledonian Thistle | 1–3 | 2–2 | 3–1 | 1–1 | 3–3 |     | 1–1 | 1–2 | 0–0 | 0–1 | 2–3 | 2–1 |     | 0–4 | 2–2 |     |     |     | 1–1 |     |     | 2–1 | 1–1 | 0–3 |
| Kilmarnock                   | 0–4 | 0–1 | 2–0 | 0–0 | 2–0 | 1–1 |     | 1–2 | 2–2 | 1–1 | 3–2 | 0–1 | 1–2 |     |     |     | 0–0 |     |     | 1–2 | 1–1 | 0–0 |     |     |
| Motherwell                   | 1–3 | 3–4 | 0–0 | 4–2 | 1–3 | 0–3 | 0–0 |     | 2–0 | 0–2 | 4–1 | 1–2 |     |     | 1–5 | 0–0 | 0–3 | 4–2 |     |     |     |     |     | 1–2 |
| Partick Thistle              | 1–2 | 1–4 | 2–0 | 2–2 | 1–2 | 2–0 | 0–0 | 1–1 |     | 1–2 | 1–1 | 0–2 |     |     |     | 2–0 | 2–0 | 1–1 |     | 1–0 |     |     | 2–1 | 0–1 |
| Rangers                      | 2–1 | 1–2 | 1–0 | 1–1 | 2–0 | 1–0 | 3–0 | 2–1 | 2–0 |     | 0–0 | 1–1 |     |     |     | 4–0 |     |     |     | 1–1 | 2–0 |     | 1–1 | 3–2 |
| Ross County                  | 2–1 | 0–4 | 1–3 | 1–1 | 2–2 | 3–2 | 2–0 | 1–1 | 1–3 | 1–1 |     | 0–2 |     | 2–2 | 2–1 |     |     |     | 1–2 | 1–2 |     |     |     | 1–2 |
| St Johnstone                 | 0–0 | 2–4 | 2–1 | 3–0 | 1–0 | 3–0 | 0–1 | 1–1 | 1–2 | 1–1 | 2–4 |     | 1–2 | 2–5 | 2–0 |     | 1–0 |     | 0–2 |     |     |     |     |     |

## Runda finałowa
| Top six    |                                  |    |    |    |    |     |    |     |     |                                              |     |     |     |     |     |     |     |     |     |     |     |     |     |
| 1          | Celtic (M, P)                    | 38 | 34 | 4  | 0  | 106 | 25 | +81 | 106 | Liga Mistrzów UEFA • II runda kwalifikacyjna |     |     |     |     | 4–1 | 2–0 |     |     |     |     |     |     |     |
| 2          | Aberdeen                         | 38 | 24 | 4  | 10 | 74  | 35 | +39 | 76  | Liga Europy UEFA • II runda kwalifikacyjna   |     | 1–3 |     |     | 0–2 |     |     |     |     |     |     |     |     |
| 3          | Rangers                          | 38 | 19 | 10 | 9  | 56  | 44 | +12 | 67  | Liga Europy UEFA • I runda kwalifikacyjna    |     | 1–5 | 1–2 |     |     | 2–1 |     |     |     |     |     |     |     |
| 4          | St Johnstone                     | 38 | 17 | 7  | 14 | 50  | 46 | +4  | 58  | Liga Europy UEFA • I runda kwalifikacyjna    |     |     |     | 1–2 |     | 1–0 | 1–0 |     |     |     |     |     |     |
| 5          | Heart of Midlothian              | 38 | 12 | 10 | 16 | 55  | 52 | +3  | 46  |                                              |     |     | 1–2 |     |     |     | 2–2 |     |     |     |     |     |     |
| 6          | Partick Thistle                  | 38 | 10 | 12 | 16 | 38  | 54 | −16 | 42  |                                              | 0–5 | 0–6 | 1–2 |     |     |     |     |     |     |     |     |     |     |
| Bottom six |                                  |    |    |    |    |     |    |     |     |                                              |     |     |     |     |     |     |     |     |     |     |     |     |     |
| 7          | Ross County                      | 38 | 11 | 13 | 14 | 48  | 58 | −10 | 46  |                                              |     |     |     |     |     |     |     |     |     |     |     | 3–2 | 4–0 |
| 8          | Kilmarnock                       | 38 | 9  | 14 | 15 | 36  | 56 | −20 | 41  |                                              |     |     |     |     |     |     | 1–2 |     |     | 0–1 |     | 2–1 |     |
| 9          | Motherwell                       | 38 | 10 | 8  | 20 | 46  | 69 | −23 | 38  |                                              |     |     |     |     |     |     | 0–1 | 3–1 |     | 2–3 |     |     |     |
| 10         | Dundee                           | 38 | 10 | 7  | 21 | 38  | 62 | −24 | 37  |                                              |     |     |     |     |     |     | 1–1 |     |     |     |     | 0–2 |     |
| 11         | Hamilton Academical (B, O)       | 38 | 7  | 14 | 17 | 37  | 56 | −19 | 35  | Baraże o Scottish Premiership                |     |     |     |     |     |     |     |     | 0–2 | 0–1 | 4–0 |     |     |
| 12         | Inverness Caledonian Thistle (S) | 38 | 7  | 13 | 18 | 44  | 71 | −27 | 34  | Spadek do Scottish Championship              |     |     |     |     |     |     |     |     |     | 3–2 |     | 2–1 |     |

## Baraże o Scottish Premiership
Hamilton Academical wygrał w dwumeczu z Dundee United finał baraży o miejsce w Scottish Premiership na sezon 2017/2018, rozegrany między trzema drużynami Scottish Championship i jedną ze Scottish Premiership.
|  |             |                 |             |             |             |   |               |          |          |          |          |          |    |                     |       |       |       |       |       |  |  |  |  |  |  |  |
|  | Ćwierćfinał | Ćwierćfinał     | Ćwierćfinał | Ćwierćfinał | Ćwierćfinał |   |               | Półfinał | Półfinał | Półfinał | Półfinał | Półfinał |    |                     | Finał | Finał | Finał | Finał | Finał |  |  |  |  |  |  |  |
|  | Ćwierćfinał | Ćwierćfinał     | Ćwierćfinał | Ćwierćfinał | Ćwierćfinał |   |               | Półfinał | Półfinał | Półfinał | Półfinał | Półfinał |    |                     | Finał | Finał | Finał | Finał | Finał |  |  |  |  |  |  |  |
|  |             |                 |             |             |             |   |               |          |          |          |          |          |    |                     |       |       |       |       |       |  |  |  |  |  |  |  |
|  |             |                 |             |             |             |   |               |          |          |          |          |          |    |                     |       |       |       |       |       |  |  |  |  |  |  |  |
|  |             |                 |             |             |             | 3 | Dundee United | 0        | 0        | 0        |          |          |    |                     |       |       |       |       |       |  |  |  |  |  |  |  |
|  |             |                 |             |             |             | 3 | Dundee United | 0        | 0        | 0        |          |          |    |                     |       |       |       |       |       |  |  |  |  |  |  |  |
|  |             |                 |             |             |             | 3 | Dundee United | 2        | 2        | 4        |          |          | 11 | Hamilton Academical | 0     | 1     | 1     |       |       |  |  |  |  |  |  |  |
|  |             |                 |             |             |             | 3 | Dundee United | 2        | 2        | 4        |          |          | 11 | Hamilton Academical | 0     | 1     | 1     |       |       |  |  |  |  |  |  |  |
|  | 4           | Greenock Morton | 1           | 0           | 1           |   |               | 2        | Falkirk  | 2        | 1        | 3        |    |                     |       |       |       |       |       |  |  |  |  |  |  |  |
|  | 4           | Greenock Morton | 1           | 0           | 1           |   |               | 2        | Falkirk  | 2        | 1        | 3        |    |                     |       |       |       |       |       |  |  |  |  |  |  |  |
|  | 3           | Dundee United   | 2           | 3           | 5           |   |               |          |          |          |          |          |    |                     |       |       |       |       |       |  |  |  |  |  |  |  |
|  | 3           | Dundee United   | 2           | 3           | 5           |   |               |          |          |          |          |          |    |                     |       |       |       |       |       |  |  |  |  |  |  |  |

| 9 maja 2017 | Greenock Morton | 1:2   | Dundee United                        |                                                              |
| 20:45       | Tam O’Ware 7'   | (1:0) | 51' Simon Murray · 65' Blair Spittal | Greenock, Cappielow Park Widzów: 3 306 Sędzia: Willie Collum |

| 12 maja 2017 | Dundee United                                         | 3:0   | Greenock Morton |                                                            |
| 20:45        | Simon Murray 52' · Wato Kuaté 64' · Blair Spittal 81' | (0:0) |                 | Dundee, Tannadice Park Widzów: 6 606 Sędzia: Andrew Dallas |

| 16 maja 2017 | Dundee United                        | 2:2   | Falkirk                           |                                                           |
| 20:45        | Simon Murray 16' · Blair Spittal 53' | (1:1) | 27' James Craigen · 59' Joe McKee | Dundee, Tannadice Park Widzów: 7 034 Sędzia: Bobby Madden |

| 19 maja 2017 | Falkirk           | 1:2   | Dundee United                     |                                                             |
| 20:45        | James Craigen 11' | (1:0) | 76' Simon Murray · 87' Paul Dixon | Falkirk Stadium, Falkirk Widzów: 7 926 Sędzia: Kevin Clancy |

| 25 maja 2017 | Dundee United | 0:0   | Hamilton Academical |                                                            |
| 20:45        | 1'            | (0:0) |                     | Dundee, Tannadice Park Widzów: 9 386 Sędzia: Steven McLean |

| 28 maja 2017 | Hamilton Academical | 1:0   | Dundee United |                                                                |
| 16:00        | Greg Docherty 64'   | (0:0) |               | Hamilton, New Douglas Park Widzów: 5 027 Sędzia: Craig Thomson |

## Najlepsi strzelcy
| Bramki | Strzelcy         | Drużyna             |
| ------ | ---------------- | ------------------- |
| 23     | Liam Boyce       | Ross County         |
| 21     | Scott Sinclair   | Celtic              |
| 17     | Moussa Dembélé   | Celtic              |
| 15     | Stuart Armstrong | Celtic              |
| 15     | Louis Moult      | Motherwell          |
| 14     | Kris Doolan      | Partick Thistle     |
| 12     | Adam Rooney      | Aberdeen            |
| 12     | Leigh Griffiths  | Celtic              |
| 12     | Jamie Walker     | Heart of Midlothian |
| 11     | Kenny Miller     | Rangers             |

Źródło:

## Trenerzy, kapitanowie i sponsorzy
| Drużyna             | Trener               | Kapitan         | Sponsor techniczny | Sponsor strategiczny         |
| ------------------- | -------------------- | --------------- | ------------------ | ---------------------------- |
| Aberdeen            | Derek McInnes        | Ryan Jack       | Adidas             | Saltire Energy               |
| Celtic              | Brendan Rodgers      | Scott Brown     | New Balance        | Dafabet                      |
| Dundee              | Neil McCann (tym.)   | James McPake    | Puma               | McEwan Fraser Legal          |
| Hamilton Academical | Martin Canning       | Michael Devlin  | Adidas             | Nevis (H), Scotia Aid (A)    |
| Heart of Midlothian | Ian Cathro           | Perry Kitchen   | Puma               | Save the Children            |
| Inverness CT        | Richie Foran         | Gary Warren     | Carbrini           | McEwan Fraser Legal          |
| Kilmarnock          | Lee McCulloch (tym.) | Steven Smith    | Nike               | QTS                          |
| Motherwell          | Stephen Robinson     | Keith Lasley    | Macron             | Motorpoint                   |
| Partick Thistle     | Alan Archibald       | Abdul Osman     | Joma               | Kingsford Capital Management |
| Rangers             | Pedro Caixinha       | Lee Wallace     | Puma               | 32Red                        |
| Ross County         | Jim McIntyre         | Paul Quinn      | Macron             | Stanley CRC Evans Offshore   |
| St Johnstone        | Tommy Wright         | Steven Anderson | Joma               | Alan Storrar Cars            |

### Zmiany trenerów
| Klub                | Były trener    | Powód                   | Data odejścia | Nowy trener          | Data zatrudnienia | Źródło        |
| ------------------- | -------------- | ----------------------- | ------------- | -------------------- | ----------------- | ------------- |
| Przed sezonem       |                |                         |               |                      |                   |               |
| Celtic              | Ronny Deila    | Rezygnacja              | 2016-05-15    | Brendan Rodgers      | 2016-05-20        | [ 23 ] [ 24 ] |
| Inverness CT        | John Hughes    | Rezygnacja              | 2016-05-20    | Richie Foran         | 2016-05-30        | [ 25 ] [ 26 ] |
| W trakcie sezonu    |                |                         |               |                      |                   |               |
| Heart of Midlothian | Robbie Neilson | Wykupiony przez MK Dons | 2016-12-02    | Ian Cathro           | 2016-12-05        | [ 27 ] [ 28 ] |
| Rangers             | Mark Warburton | Rezygnacja              | 2017-02-10    | Pedro Caixinha       | 2017-03-13        | [ 29 ] [ 30 ] |
| Kilmarnock          | Lee Clark      | Wykupiony przez Bury    | 2017-02-15    | Lee McCulloch (tym.) | 2017-02-15        | [ 31 ]        |
| Motherwell          | Mark McGhee    | Zwolnienie              | 2017-02-28    | Stephen Robinson     | 2017-02-28        | [ 32 ] [ 33 ] |
| Dundee              | Paul Hartley   | Zwolnienie              | 2017-04-17    | Neil McCann (tym.)   | 2017-04-18        | [ 34 ] [ 35 ] |

## Stadiony
| Aberdeen                    |
| --------------------------- |
| Pittodrie Stadium, Aberdeen |
| 20 866                      |
|                             |

| Celtic               |
| -------------------- |
| Celtic Park, Glasgow |
| 60 411               |
|                      |

| Dundee            |
| ----------------- |
| Dens Park, Dundee |
| 11 506            |
|                   |

| Hamilton Academical        |
| -------------------------- |
| New Douglas Park, Hamilton |
| 5 510                      |
|                            |

| Heart of Midlothian          |
| ---------------------------- |
| Tynecastle Stadium, Edynburg |
| 17 480                       |
|                              |

| Inverness Caledonian Thistle  |
| ----------------------------- |
| Caledonian Stadium, Inverness |
| 7 512                         |
|                               |

| Kilmarnock             |
| ---------------------- |
| Rugby Park, Kilmarnock |
| 17 891                 |
|                        |

| Motherwell           |
| -------------------- |
| Fir Park, Motherwell |
| 13 677               |
|                      |

| Partick Thistle          |
| ------------------------ |
| Firhill Stadium, Glasgow |
| 10 102                   |
|                          |

| Rangers                |
| ---------------------- |
| Ibrox Stadium, Glasgow |
| 50 817                 |
|                        |

| Ross County             |
| ----------------------- |
| Victoria Park, Dingwall |
| 6 541                   |
|                         |

| St. Johnstone         |
| --------------------- |
| McDiarmid Park, Perth |
| 10 696                |
|                       |